# Konrad Heinrich von Wedel
Konrad Heinrich von Wedel (* 18. Februar 1741 auf Stare bei Krojanke, Kreis Flatow; † 7. Januar 1813 in Burg (bei Magdeburg)) war ein preußischer Generalmajor.

## Leben

### Herkunft
Seine Eltern waren Ludwig von Wedel († 1751) und dessen Ehefrau Barbara, geborene von der Goltz (1706–1786) aus dem Haus Beeskau. Sein Vater war Herr von Stare und Beeskau (Kreis Deutsch-Krone).

### Militärkarriere
Wedel kam am 29. März 1756 als Kadett nach Berlin und wurde am 25. Mai 1757 als Gefreitenkorporal im Infanterieregiment „von Anhalt-Dessau“ angestellt. Während des Siebenjährigen Krieges wurde er in der Schlacht bei Kay verwundet und geriet im Gefecht bei Maxen in Gefangenschaft, aus der er erst nach dem Krieg entlassen wurde. Zuvor wurde er aber am 21. November 1759 Fähnrich und am 7. November 1761 Sekondeleutnant.
Nach dem Krieg avancierte Wedel bis 3. Juni 1777 zum Kapitän und Kompaniechef. Er nahm 1778/79 am Bayerischen Erbfolgekrieg teil und wurde am 3. Juni 1788 Major. Im Ersten Koalitionskrieg kämpfte Wedel bei der Kanonade von Valmy, der Einnahme von Frankfurt am Main, der Belagerung von Mainz und Lindau sowie in den Schlachten bei Kaiserslautern und Trippstadt. Am 23. Juli 1793 erhielt er für Mainz den Orden Pour le Mérite. Am 26. Januar 1794 folgte seine Ernennung zum Kommandeur des Infanterieregiments „von Kalckstein“. In dieser Eigenschaft stieg Wedel am 10. Januar 1796 zum Oberstleutnant  sowie am 10. Mai 1798 zum Oberst auf. Bei der Mobilmachung von 1805 ernannte man ihn zum Brigadier. Zu seinem Korps gehörten die Infanterieregimenter „Louis Ferdinand“ und „von Kleist“, das Grenadierbataillon „Hanstein“ (bestehend aus den Grenadierkompanien der Regimenter „Louis Ferdinand“ und „von Kleist“) sowie eine schwere Batterie. Zudem wurde Wedel am 20. Mai 1806 mit Patent vom 21. März 1806 zum Generalmajor befördert. Im Vierten Koalitionskrieg wurde er in der Schlacht bei Auerstedt durch einen Schuss in die Brust schwer verwundet. Wedel litt bis zu seinem Tod an dieser Verwundung.
Nach dem verlorenen Krieg und dem Frieden von Tilsit setzte man ihn am 3. September 1807 auf Halbsold. Zur Verbesserung seiner Lage erhielt er am 2. April 1810 von König Friedrich Wilhelm III. ein Geschenk von 200 Talern. Wedel starb am 7. Januar 1813 bei Burg an den Folgen seiner bei Auerstedt erlittenen Verwundung.

### Familie
Wedel heiratete 1777 in Trebnitz Eleonore Wilhelmine von Rauchhaupt (1754–1832), Tochter von Wilhelm Gustav von Rauchhaupt (1727–1762) und Wilhelmine Dorothea von Schmertzing (1728–1763). Das Paar hatte mehrere Kinder:
- Caroline Concordia Henriette Emilie (* 1780)
- Karl (1783–1858), preußischer Generalleutnant

⚭ 1809 Wilhelmine Luise Henriette von Viebing (1789–1826)
⚭ 1832 Friederike Siegmunde von Prittwitz und Gaffron (1805–1881), Tochter von Moritz von Prittwitz
- Heinrich (1784–1861), preußischer General der Kavallerie ⚭ 1824 Gräfin Charlotte Erdmuthe Auguste von Pückler (1793–1860)
- Friederike Albertine Caroline Casimire (* 1785)
- Friedrich Wilhelm (* 1786)
- Wilhelmine Henriette Friederike Caroline (1789–1794)
- Franzisca Friederike Caroline Dorothea (* 1790)